# Заселение Америки

Карта Америки показывает места первобытных стоянок до культуры Кловис.

Модели заселения Америки или Модели миграции в Новый Свет — несколько моделей миграции древнего человека в Америку, предложенных в разное время антропологическим сообществом.
Вопрос о том, когда человек впервые появился в этой части мира, представляет значительный интерес для антропологов. По мере накопления новых фактов, прошлые гипотезы часто пересматриваются, строятся новые теории, но окончательно вопрос всё ещё остается открытым.

## Общепринятые данные
Америка стала последней частью света (за исключением Антарктиды), которая была заселена людьми. Однако хронология расселения людей в Америке остаётся достаточно дискуссионной. На протяжении долгого времени считалось, что первые люди в Америке были связаны с культурой Кловис, которая существовала в Северной и Центральной Америке в промежутке между 13,5 и 13 тысячами лет назад. Однако по мере накопления археологического материала в течение XX века стало ясно, что люди, скорее всего, пришли в Америку раньше.
Согласно новейшим генетическим исследованиям, все индейские народы Америки произошли от группы палеолитических охотников восточно-азиатского происхождения из Южной Сибири, переселившейся в Америку (на Аляску) по Берингии, существовавшей на месте нынешнего Берингова пролива, Чукотского и Берингова морей, одной волной из Сибири не ранее 23 тыс. лет назад, в разгар последнего ледникового максимума.
Радиоуглеродные даты, полученные при изучении образцов костей, выявленных в ходе комплексного тафономического анализа фауны пещер Блуфиш на Юконе, дали калиброванную дату до 24 тыс. лет до настоящего времени (19 650 ± 130 радиоуглеродных лет до настоящего времени). По-видимому, затем потомки этих первых мигрантов несколько тысяч лет оставались на Аляске из-за ледникового щита, преграждавшего путь на юг. После отступления ледников на Аляске они довольно быстро 15 тыс. лет назад заселили остальную территорию Северной и Южной Америки.
Артефакты с позднепалеолитической стоянки Куперс-Ферри (Cooper’s Ferry) на реке Салмон (бассейн Колумбии) в штате Айдахо (фрагменты костей млекопитающих, остатки сожженного угля, каменные наконечники копий) датируются периодом от 16,56 до 15,28 тыс. лет назад. Каменные орудия из Куперс-Ферри имеют сходство с орудиями типа ташикава (Tachikawa-type) на позднеплейстоценовой стоянке Ками-Сиратаки 2 (Kamishirataki 2) на острове Хоккайдо (Япония). Это свидетельствует о том, что люди первоначально мигрировали в Америку вдоль тихоокеанского побережья между 16—15 тыс. лет назад, но не исключает последующих миграций человека в более позднее время через свободный ото льда коридор Маккензи от Аляски до нынешней Дакоты, который открылся между Кордильерским и Лаврентийским континентальными ледниковыми щитами около 13,8±0,5 тыс. л. н. Наземная биота в коридоре Маккензи начала развиваться лишь около 12,5 тыс. лет назад.
Каменные орудия и кости мастодонта, найденные под водой на глубине 9 метров в непотревоженном геологическом контексте в местечке Пейдж-Лэдсон (Флорида), датируются возрастом 14 550 лет.
Возраст ланцетовидных наконечников копий, найденных в Блоке A (Block A) на месте стоянки Дебры Л. Фридкин (Debra L. Friedkin site) в Баттермилк Крик (Техас), датируется периодом от 13,5 до 15,5 тыс. лет.
Остатки очага на острове Трикет-Айленд у западного побережья Канады датируются возрастом 13 613 и 14 086 лет. Предполагается, что данный участок не был покрыт льдом во время последнего оледенения.
Наконечники культуры Ненана с местонахождения Ненана в Волкер Роад (Аляска) возрастом 13 тыс. лет схожи с бифасиальными метательными наконечниками со стоянок Ушки на Камчатке и Большой Эльгакхан в Магаданской области. Источник обсидиана для орудий с местонахождений Волкер Роад, Пик Вики, Сломанный мамонт, Мус-Крик находится в горах Натзотин (Nutzotin Mountains) (Национальный парк Рангел-Сент-Элайас).
Около 13 тыс. л. н. произошло разделение коренного американского населения на северную и южную популяции — последняя расселилась в Центральной, Южной и частично в Северной Америке, северная ветвь ведёт к современным атабаскам и индейцам, широко распределённым по всей Северной Америке.
На стоянке Вишбон (Wishbone) в районе Большого Бассейна (Юта) в очаге возрастом 12 480 — 12 060 лет археологи нашли четыре обугленных семени табака.
Около 5000 лет назад арктические побережья Америки заселили палеоэскимосы, чьи гены частично сохранились у современных алеутов, эскимосов и народов на-дене. На побережье Гренландии и Баффиновой земли найдены ископаемые останки представителей культуры Саккак, генетически родственных алеутам, нганасанам и корякам. Эта культура первобытных охотников на северных оленей и тюленей существовала в период от 4,5—4 до 2,8 тыс. л. н. и полностью вымерла, не оставив генетических потомков.
Позже, уже в историческое время, 1 тыс. лет назад произошёл приход предков инуитов и эскимосов, распространившихся по всей Арктике и, вероятно, во многом вытеснивших остатки предыдущей волны палеоэскимосов. Пути их попадания из Сибири на Аляску точно не известны, так как никакого перехода между ними тогда уже не было, но исследования показали, что неолитическое население Сибири и Америки в те времена уже хорошо владело методами изготовления лодок для охоты на морского зверя либо могло пересечь Берингов пролив зимой по льду.

## Модели миграции

Карта ранних миграций человека

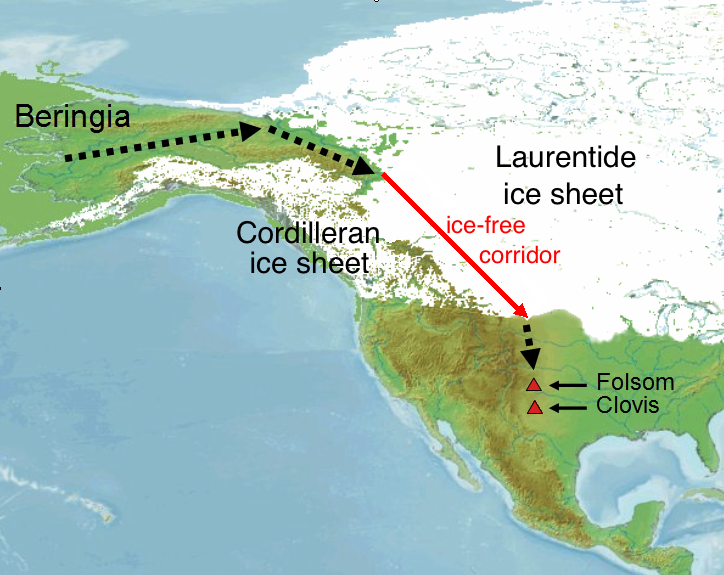
Предполагаемый маршрут переселения в новый свет предков индейцев по свободному ото льда коридору Маккензи от Аляски до нынешней Дакоты между Кордильерским и Лаврентийским континентальными ледниковыми щитами

Согласно датировкам и молекулярно-генетическим исследованиям на 2017 год, первые люди появились на Аляске, скорее всего, между 24 и 18 тыс. лет назад. По данным учёных, в период с 30 до 17 тыс. лет назад тихоокеанское побережье Аляски и территории Канады были покрыты ледниковым щитом, но затем ледник отступил и первые люди смогли пройти на юг вдоль Тихоокеанского побережья. Расселение из Берингии на юг началось не ранее, чем 16,6 тыс. л. н., причём размер берингийской популяции, от которой произошло всё население обеих Америк к югу от ледника, не превышал 5000 человек. Генетический анализ показал, что все американские индейцы происходят из одной и той же популяции палеолитического населения Южной Сибири. Результаты исследований 2005 года, проведённых Рутгерским университетом, ранее теоретически показали, что всё коренное население Америки произошло всего лишь от 70 индивидуумов, прибывших 14—12 тыс. лет назад. По другим оценкам (2018 год), фактический размер популяции коренных американцев был ок. 250 чел., но не более 4000 человек.
Одним из факторов, поддерживающим жаркие дебаты, является прерывистость археологических свидетельств ранних периодов существования человека, как в Северной, так и в Южной Америке. Северо-американские находки в целом отражают классический комплекс культурных свидетельств, известный как культура Кловис, который удается проследить как минимум на 13 500 л. н., эти свидетельства найдены практически на всей территории Северной и Центральной Америки.
Южноамериканские культурные находки, с другой стороны, не имеют той же последовательности и представляют собой разнообразные культурные образцы. Однако, находки в Висконсине и юге Чили (Монте-Верде) свидетельствуют, что 14,6 тыс. л. н. обе Америки уже были заселены, население было очень мобильным.
Исследование Y-хромосомной гаплогруппы Q предполагает, что заселение Южной Америки началось до 18 тыс. лет назад.

### Палеогенетика
Палеогенетики, исследовавшие геном девочки с местонахождения Река Восходящего Солнца, жившей в долине Танана (Центральная Аляска) ок. 11,5 тыс. л. н., пришли к тому же выводу, что предки всех американских индейцев одной волной переселились с Чукотки на Аляску в позднем плейстоцене ок. 20—25 тыс. л. н., до того как Берингия исчезла ок. 11 тыс. лет назад. До 17 тыс. л. н. «древние берингийцы» были на Аляске изолированы ледниками от остальной территории Америки. Около 13 тыс. л. н. произошло их разделение на северную и южную группы палеоиндейцев, из которых сформировались народы, заселившие Северную и Южную Америки.
Из образцов копролитов людей докловисской культуры из пещер Пэйсли в штате Орегон возрастом 12 тыс. лет назад удалось секвенировать ДНК и определить митохондриальные гаплогруппы A2 и B2.
Некоторые учёные связывали заселение американского континента с несколькими миграционными волнами, принесшими в Новый Свет Y-хромосомные гаплогруппы Q и C. Но согласно недавним масштабным генетическим исследованиям, носители всех митохондриальных гаплогрупп A—D и X, распространённых у современных американских индейцев, попали в Северную Америку, на Аляску, через Берингию одной волной между 23 и 19 тыс. лет назад. Т. Шурр и С. Шерри считают, что миграция носителей митохондриальных гаплогрупп A, B, C и D с Аляски предшествовала Кловису и произошла 15—17 тыс. л. н. по коридору вдоль тихоокеанского побережья. Вторая миграция с Аляски, связанная с предполагаемыми носителями гаплогруппы Х из культуры Кловис, имела место после образования коридора Маккензи 14—13 тыс. лет назад. Обе миграции произошли от потомков одной и той же предковой группы населения Южной Сибири, попавших на Аляску не позднее 19 тыс. лет назад.
В период с 16 по 13 тыс. лет назад произошло резкое повышение численности населения Америки, согласно генетическим исследованиям, эффективная численность населения возросла в 60 раз.
Исследование ДНК 92 образцов из древних могильников тихоокеанского побережья и горных районов Перу, Боливии и Северного Чили, а также из Аргентины и Мексики возрастом от 500 до 8600 лет показало наличие митохондриальных гаплогрупп A2, B2, D1, C1b, C1c, C1d, характерных и для современных индейцев. Не была выявлена у этих древних южноамериканцев митохондриальная гаплогруппа D4h3a, встречающаяся у современных индейцев тихоокеанского побережья Южной и Северной Америки и выявленная у представителя культуры Кловис («Анзик-1»), возрастом 12,6 тыс. лет назад. В Северной Америке митохондриальная гаплогруппа D4h3a обнаружена в древнем могильнике (9730—9880 л. н.) в пещере On Your Knees на острове Остров Принца Уэльского (Архипелаг Александра в штате Аляска). У жившего 9300 лет назад кенневикского человека, найденного в штате Вашингтон, выявлена Y-хромосомная группа Q1a3a (M3) и митохондриальная гаплогруппа X2a.
У 10700-летней мумии Пещеры Духа из Невады и у образцов из бразильского Caverna do Sumidouro (Лагоа-Санта) возрастом более 10 тыс. лет определили Y-хромосомную гаплогруппу Q1b1a1a1-M848.
У образцов из бразильского местонахождения Lapa do Santo возрастом ок. 9,5 тыс. л. н. определены Y-хромосомные гаплогруппы C2b, Q1a2a1a, Q1a2a1a1, Q1a2a1b и митохондриальные гаплогруппы D4h3a, A2, B2 и C1d1.
У образца Trail Creek Cave 2 (9000 л. н.) из пещеры Трейл-Крик 2  на Аляске, жившего определили базальную линию митохондриальной гаплогруппы B2, отличающуюся от производной линии B2, обычно встречающейся в Америке. Геном образца Trail Creek Cave 2 вместе с геномом образца USR1 относится к популяции древних берингийцев.
Генетики, анализировавшие 91 геном древних индейцев, живших на территории современной Калифорнии и на юго-западе Онтарио, пришли к выводу, что ранее, чем 13 тыс. лет назад переселенцы из Азии разделились — одна часть древних индейцев отправилась на восток и оказалась родственна кенневикскому человеку и современным алгонкинам, другая часть древних индейцев отправилась на юг и оказалась родственна мальчику Анзик-1 (представитель культуры Кловис). Позже обе популяции воссоединились, так как современные жители Центральной и Южной Америки оказались генетически похожи и на «восточную», и на «южную» части древних индейцев. Смешение популяций могло произойти неоднократно как в Северной Америке, так и в Южной Америке. Близким к ним генетически оказалось палеолитическое население стоянки Мальта́ в Прибайкалье.

### Спорные датировки
При археологических раскопках в местонахождении Santa Elina (штат Мату-Гросу, Бразилия) обнаружены остатки костей гигантского ленивца рода Glossotherium, осколки известняка и кварца со следами предполагаемой обработки человеком, датированные радиоуглеродным методом около 23 тыс. лет назад. Исследователи не могут объяснить, откуда там появились люди 23 тыс. лет назад. Предполагают, что они могли приплыть из Африки, через Атлантический океан. Впрочем, искусственное происхождение этих находок подвергается сомнению, так как следов разделки животных, древесного угля не найдено.
Следующий археологический слой в этом местонахождении, с более очевидными свидетельствами пребывания человека в виде древесного угля и остатков костей гигантского ленивца, относится к периоду 10 - 13 тыс. лет назад.
Также в Бразилии, в местонахождении Vale da Pedra Furada (Серра-да-Капивара, штат Пиауи)  обнаружены каменные артефакты (куски кварца со следами, похожими на грубую обработку человеком), также датированные радиоуглеродным методом и методом оптического датирования возрастом 20 - 25 тыс. лет. Бразильские исследователи считают их достоверным подтверждением первого присутствия человека на Южно-Американском континенте ранее общепринятой теории «сухопутного моста через Берингию». Многие учёные оспаривают искусственное происхождение артефактов, ожидая более надёжных подтверждений. В 2016 году было даже установлено, что обезьяны (чернополосые капуцины), обитающие там же, в Серра-да-Капивара, могут случайно изготавливать кварцевые отщепы, очень похожие на примитивные каменные рубила древних людей. Капуцины раскалывают орехи специально подобранными камнями, многократно оббивая камни друг о друга, при этом случайным образом получаются осколки кварца с острыми гранями, почти не отличимые от ранних каменных орудий труда олдувайской культуры.
На территории Южной Калифорнии в США, в местонахождении Cerutti Mastodon найдены кости мастодонта со следами дробления, вместе с булыжниками, похожими на примитивные орудия труда ранних людей, которыми эти кости предположительно дробили. Кости датированы уран-ториевым методом возрастом 130 000 лет назад.
Есть еще более спорные датировки отпечатков, похожих на следы человеческих ног, найденных на вулканическом пепле при раскопках в Мексике. Их возраст датируется палеомагнитным методом около 1,3 млн лет назад, то есть когда человека разумного еще не существовало.
В 2020 году была выдвинута гипотеза, что люди заселяли Америку несколько раз: первые люди появились там около 30 тысяч лет назад, затем во время последнего ледникового максимума в Америку добрались люди, генетически связанные с жителями палеолитической стоянки Мальта в Сибири, а третья волна переселенцев относится уже к первому гренландскому межледниковью (около 14,9–16,7 тысячи лет назад). В 2021 году были опубликованы результаты исследований ископаемых водорослей, найденных в раскопанных отпечатках человеческих ног в национальном парке Уайт-Сандс в Нью-Мексико. Радиоуглеродное датирование водорослей показало, что следы людей, возможно, были оставлены около 21–23 тысяч лет назад, что делает их свидетельством нахождения человека в Америке во время последнего ледникового максимума, за 2 тысячи лет до отступления ледникового щита на Аляске. В пещере в центральной Мексике в 2020 году были найдены каменные орудия первобытных людей и остатки древесного угля, датированные возрастом от 18 до 26 тыс. лет.  При этом далеко не все специалисты принимают эту гипотезу, так как достоверных следов такого раннего пребывания человека в Америке очень мало.
Бесспорным доказательством могли бы стать датировки ископаемых остатков древних людей в Америке, но возраст ископаемых костей древнейших палеоамериканцев, на 2020 год найденных учёными на территории Юкатана (Мексика) и Монтаны (США), определённый радиоуглеродным методом, не превышает 13 000 лет.

## Теория сухопутного моста

### Обзор теории

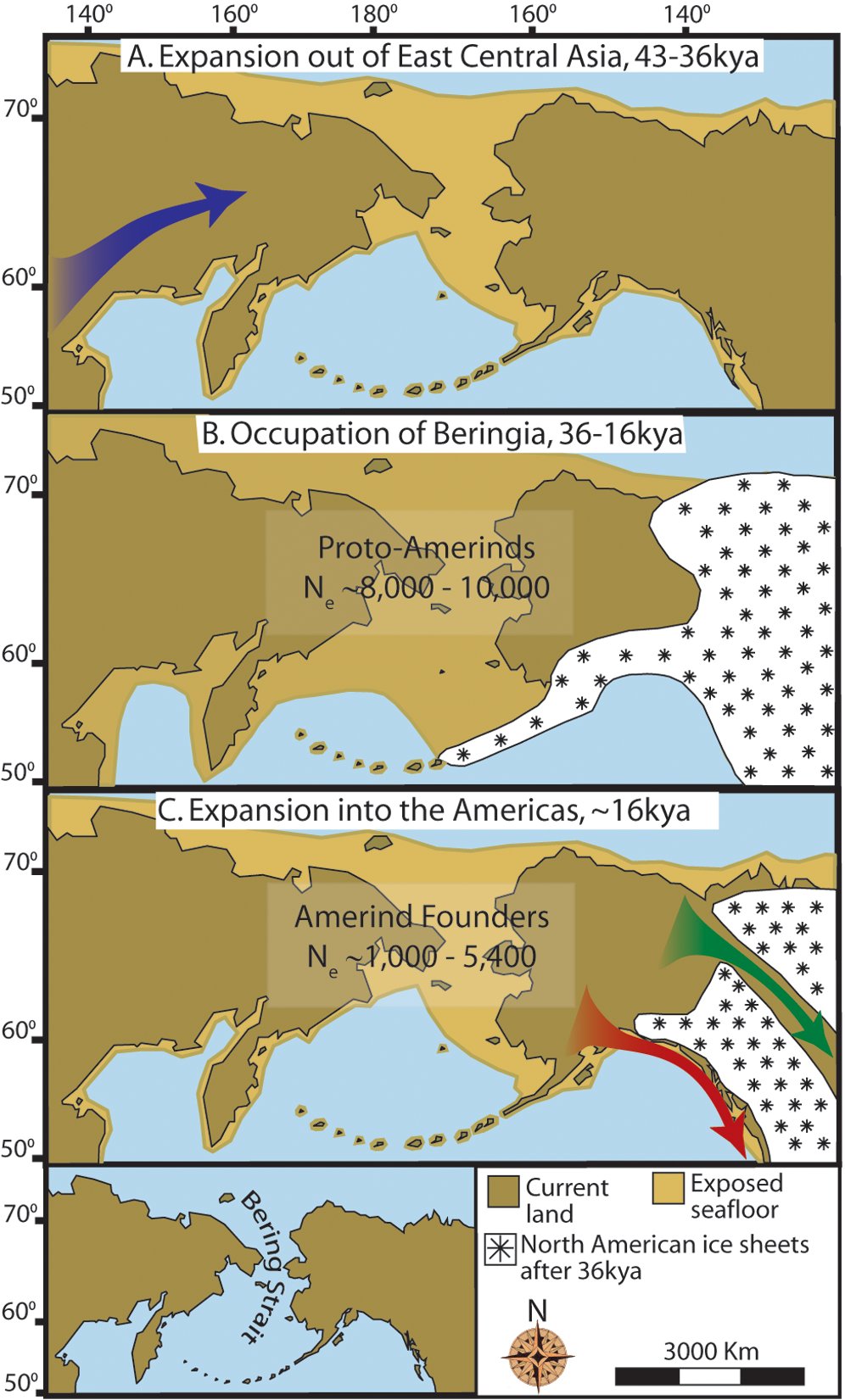
Трёхступенчатая модель теории сухопутного моста (часть ранних миграций человека)

Погружение Берингии

«Классическая» теория сухопутного моста, также известная как «теория Берингова пролива» или «теория короткой хронологии», является общепринятой начиная с 1930-х годов. Эта модель миграции на территорию западной части Северной Америки предполагает, что группа людей — палеоиндейцы — перешла из Сибири на Аляску, вслед за мигрирующими стадами животных. Они могли пересечь пролив, который сейчас разделяет два континента, по сухопутному мосту, известному как Берингов перешеек, который находился на месте современного Берингова пролива в течение последнего ледникового максимума, последней стадии плейстоцена.
Классическая версия говорила о двух или трёх волнах миграции через Берингов пролив. Потомки первой волны стали современными индейцами, второй (предположительно) — народы на-дене, третьей и позднейшей — эскимосы и алеуты. По другой гипотезе, предкам современных индейцев предшествовали палеоиндейцы, родственные не монголоидной, а южно-тихоокеанским расам. В этой гипотезе датировка первой волны определяется около 15 тыс. лет назад, а второй — 10 тыс. лет назад.
Новейшими методами датировки и генетического анализа (2017 год) было показано, что теория нескольких волн миграции из Азии не подтвердилась. Первые люди появились на Аляске между 22 и 19 тыс. лет назад. Расселение из Берингии на юг началось не ранее чем 16,6 тыс. лет назад, а все индейские народы происходят от одной и той же популяции "первопроходцев" из населения Южной Сибири. Потомки этой группы первых переселенцев около 13 000 лет назад разделились на предков атабасков и предков всех остальных индейских народов. В дальнейшем эти линии неоднократно перемешивались.

### Культурный комплекс Кловис
Культура охотников на крупную добычу, известная как культура Кловис, прежде всего известна наконечниками метательных дротиков, высеченными из камня. Культура получила своё название от названия городка Кловис в штате Нью-Мексико, где в 1932 году были найдены первые образцы инструментов этого культурного комплекса. Культура Кловис была распространена на большей части Северной Америки, а отдельные образцы её орудий найдены в Центральной Америке. Культура легко выделяется характерной формой «наконечников Кловис», зубчатых наконечников дротиков, высеченных из кремня, которые вставлялись в деревянный черенок.
Датировка материалов культуры Кловис была проведена с помощью анализа костей животных с использованием методов углеродного датирования. Тогда первые результаты давали возраст периода расцвета в 11500 — 11000 лет назад. Позднее датировки были уточнены, как 13,2 - 12,8 тыс. лет назад. Не исключено, что Кловис были второй волной переселенцев с Аляски, мигрировавших по восточному коридору между Кордильерским и Лаврентийским ледниковыми щитами. Артефакты с археологического участка Эль-Фин-дель-Мундо в штате Сонора, наряду с артефактами с участка Обри в округе Дентон в штате Техас (США), являются древнейшими свидетельствами существования культуры Кловис.
В 2013 году международная группа ученых прочитала геном единственного известного представителя культуры Кловис — двухлетнего мальчика Анзик-1 (en:Anzick-1), жившего 12,5 тысяч лет назад на территории нынешнего штата Монтана. Его Y-хромосома относится к гаплогруппе Q-L54*(xM3), а митохондриальная — к гаплогруппе D4h3a. Качество ДНК позволило прочитать геном 14 раз, что гарантирует низкий уровень ошибок. Сравнение полученных последовательностей с известными геногеографическими данными показывает, что представители культуры Кловис были генетически близки современным индейцам Северной и Южной Америки и соответственно, являются родственниками азиатов Сибири, происходят от той же первой популяции людей на Аляске из Южной Сибири.
В 2014 году группой учёных под руководством палеонтолога Джеймса Чаттерса были опубликованы результаты исследования скелета 15-летней девочки, жившей предположительно 12910—11750 лет назад и обнаруженной в затопленной пещере Ойо-Негро на полуострове Юкатан. У неё определена типичная для индейцев митохондриальная гаплогруппа D1. Согласно полученным данным, представители культуры Кловис и индейцы относятся к одной и той же гаплогруппе D, к которой принадлежат и некоторые современные народы Чукотки и Сибири.

### Доисторическое искусство
В настоящее время старейшим памятником доисторического искусства древнего населения Америки является изображение мамонта, вырезанное на мамонтовой кости, найденное в Флориде (Виро-Бич) в 2006 или 2007 годах и датируемое радиоуглеродным методом возрастом около 13 тыс. лет назад. Бразильские учёные заявляют, что возраст петроглифов Серра-да-Капивара составляет от 32 до 48 тыс. лет, но эти датировки спорны.